# خانه شاه یلانی
خانه شاه یلانی مربوط به دوره قاجار - دوره پهلوی اول است و در کاشان، خیابان فاضل نراقی، مرکز محله درب باغ واقع شده و این اثر در تاریخ ۱۹ مرداد ۱۳۸۴ با شمارهٔ ثبت ۱۲۹۷۰ به‌عنوان یکی از آثار ملی ایران به ثبت رسیده است.